# Larinopoda
Larinopoda is een geslacht van vlinders van de familie Lycaenidae.

## Soorten
- L. acera Kirby
- L. aspidos Druce, 1890
- L. batesi Bethune-Baker, 1926
- L. brenda Druce, 1903
- L. emilia Suffert, 1904
- L. hermansi Aurivillius, 1896
- L. lagyra (Hewitson, 1866)
- L. lara Staudinger, 1892
- L. latimarginata Grose-Smith, 1898
- L. lircaea (Hewitson, 1866)
- L. lycaenoides Butler, 1871
- L. spuma Druce, 1910
- L. tera (Hewitson, 1873)
- L. varipes Kirby, 1887